# Minibiotus furcatus
Minibiotus furcatus är en djurart som tillhör fylumet trögkrypare, och som först beskrevs av Ehrenberg 1859.  Minibiotus furcatus ingår i släktet Minibiotus och familjen Macrobiotidae. Inga underarter finns listade i Catalogue of Life.